# ناوچه سبک کلاس کارا
ناوچهٔ سبک کلاس کارا (به انگلیسی: Kora-class corvette) یک کلاس از کشتی به طول ۹۱٫۱ متر است.